# Substrato (ecologia)
Substrato, em ecologia, refere-se à superfície, sedimento, base, ou ainda qualquer outro meio que possa servir de suporte a organismos vivos.

## Ecossistemas aquáticos
Num ecossistema aquático, o substrato será o fundo do mar, de um lago ou de um rio.
Existem substratos duros como uma rocha, uma placa de cimento, um pedaço de coral morto, onde só se podem fixar organismos sésseis, e substratos móveis formados por areia, lodo ou outro tipo de sedimento, onde podem viver animais com movimentos livres, quer à sua superfície, quer enterrados, e onde podem também fixar-se plantas com raizes.
A comunidade que vive no substrato chama-se bentos e pode ser formada, tanto por formas adultas como por larvas ou juvenis de organismos que, noutra fase do seu ciclo de vida não fazem parte do bentos.